# Bourvil
André Robert Raimbourg, känd under artistnamnet Bourvil, född 27 juli 1917 i Prétot-Vicquemare, Seine-Maritime, död 23 september 1970 i Paris, var en fransk komiker, skådespelare och sångare. Han var mest känd för sina många filmer han gjorde tillsammans med Louis de Funès under 1960-talet.
Vid Filmfestivalen i Venedig 1956 belönades han med Volpipokalen för bästa manliga skådespelare för sin roll i Svart gris i Paris.
Asteroiden 6207 Bourvil är uppkallad efter honom.

## Filmografi i urval
- 1956 – Svart gris i Paris
- 1958 – Samhällets olycksbarn
- 1962 – Den längsta dagen
- 1965 – Den vilda jakten på Cadillacen
- 1966 – Den stora kalabaliken
- 1969 – Den fantastiske Brain
- 1969 – Monte Carlo-rallyt eller Dessa fantastiska män i sina skumpande skraltiga automobiler
- 1970 – Den röda cirkeln